# Berosus affinis
Berosus affinis é uma espécie de insetos coleópteros polífagos pertencente à família Hydrophilidae.
A autoridade científica da espécie é Brullé, tendo sido descrita no ano de 1835.
Trata-se de uma espécie presente no território português.